# Bromance (serial telewizyjny)
Trwa dyskusja nad usunięciem tego artykułu, kliknij i weź w niej udział.
Bromance (2008–2009) – amerykański program typu reality show, spin-off innego reality show pt. Wzgórza Hollywood. Wyprodukowany przez stację MTV dzięki Jason C. Henry i Kathy Sutula. Główną gwiazdą show jest Brody Jenner, pewny siebie, rozrywkowy facet.

## Fabuła
Show ma na celu wyłonienie z 9 uczestników zamkniętych w jednym domu, nowego, najlepszego przyjaciela do Brody’ego Jennera, który zastąpi długoletniego przyjaciela Spencera Pratta. Każdy z uczestników musi wykazać się pomysłowością, sprytem, charakterem by być nowym przyjacielem Brody’ego.

## Uczestnicy
| Imię i nazwisko | Wiek | Pochodzenie                   |
| --------------- | ---- | ----------------------------- |
| Jacob Arenas    | 21   | La Habra, (Kalifornia)        |
| Femi Borisade   | 23   | Jacksonville, (Floryda)       |
| Chris Favis     | 23   | Orlando, (Floryda)            |
| Michael Flatley | 26   | Matawan, (New Jersey)         |
| Jered Getman    | 22   | St. Cloud, (Floryda)          |
| Chris Purcell   | 21   | Louisville, (Kentucky)        |
| Alex Romanoff   | 21   | Falmouth, (Maine)             |
| Gary Vaughn     | 24   | Mattapoisett, (Massachusetts) |
| Luke Verge      | 24   | Medford, (Massachusetts)      |

## Spis odcinków
| Premiera odcinka | N/o | Polski tytuł     | Angielski tytuł          |
| ---------------- | --- | ---------------- | ------------------------ |
|                  |     |                  |                          |
| SERIA PIERWSZA   |     |                  |                          |
|                  |     |                  |                          |
| 22.11.2009       | 01  | Posmak luksusu   | A Taste of the Good Life |
|                  |     |                  |                          |
| 29.11.2009       | 02  | Bieg po przyjaźń | The Bro-Athalon          |
|                  |     |                  |                          |
| 07.12.2009       | 03  | Randka           | Who’s Got Game?          |
|                  |     |                  |                          |
| 14.12.2009       | 04  | Męski wypad      | Bros In The Wild         |
|                  |     |                  |                          |
| 21.12.2009       | 05  | Trudny test      | Little Jeans, Big Hearts |
|                  |     |                  |                          |
| 28.12.2009       | 06  | Moment prawdy    | Moment Of Truth          |
|                  |     |                  |                          |